# Neckarcup
EL Neckarcup es un torneo profesional de tenis. Pertenece al ATP Challenger Tour. Se juega desde el año 2014 sobre pistas de tierra batida, en Heilbronn, Alemania.

## Palmarés

### Individuales
| Año  | Campeón                                    | Finalista                                  | Resultado                                  |
| ---- | ------------------------------------------ | ------------------------------------------ | ------------------------------------------ |
| 2014 | Jan-Lennard Struff                         | Márton Fucsovics                           | 6-2, 7-65                                  |
| 2015 | Alexander Zverev                           | Guido Pella                                | 6-1, 7-67                                  |
| 2016 | Nikoloz Basilashvili                       | Jan-Lennard Struff                         | 6–4, 7–63                                  |
| 2017 | Filip Krajinović                           | Norbert Gombos                             | 6–3, 6–2                                   |
| 2018 | Rudolf Molleker                            | Jiří Veselý                                | 4–6, 6–4, 7–5                              |
| 2019 | Filip Krajinović                           | Arthur De Greef                            | 6–3, 6–1                                   |
| 2020 | No celebrado devido a la pandemia COVID-19 | No celebrado devido a la pandemia COVID-19 | No celebrado devido a la pandemia COVID-19 |
| 2021 | Bernabé Zapata                             | Daniel Elahi Galán                         | 6–3, 6–4                                   |
| 2022 | Daniel Altmaier                            | Andrej Martin                              | 3–6, 6–1, 6–4                              |
| 2023 | Matteo Arnaldi                             | Facundo Díaz Acosta                        | 7–64, 6–1                                  |
| 2024 | Sumit Nagal                                | Alexander Ritschard                        | 6–1, 6–75, 6–3                             |

### Dobles
| Año  | Campeones                                    | Finalistas                                 | Resultado                                  |
| ---- | -------------------------------------------- | ------------------------------------------ | ------------------------------------------ |
| 2014 | Andre Begemann Tim Puetz                     | Jesse Huta Galung Rameez Junaid            | 6-3, 6-3                                   |
| 2015 | Mateusz Kowalczyk Igor Zelenay               | Dominik Meffert Tim Pütz                   | 6–4, 6–3                                   |
| 2016 | Sander Arends Tristan-Samuel Weissborn       | Nikola Mektić Antonio Šančić               | 6–3, 6–4                                   |
| 2017 | Roman Jebavý Antonio Šančić                  | Adil Shamasdin Igor Zelenay                | 6–4, 6–1                                   |
| 2018 | Rameez Junaid David Pel                      | Kevin Krawietz Andreas Mies                | 6–2, 2–6, [10–7]                           |
| 2019 | Kevin Krawietz Andreas Mies                  | Andre Begemann Fabrice Martin              | 6–2, 6–4                                   |
| 2020 | No celebrado devido a la pandemia COVID-19   | No celebrado devido a la pandemia COVID-19 | No celebrado devido a la pandemia COVID-19 |
| 2021 | Nathaniel Lammons Jackson Withrow            | André Göransson Sem Verbeek                | 6–7(4–7), 6–4, [10–8]                      |
| 2022 | Nicolás Barrientos Miguel Ángel Reyes-Varela | Jelle Sels Bart Stevens                    | 7–5, 6–3                                   |
| 2023 | Constantin Frantzen Hendrik Jebens           | Victor Vlad Cornea Philipp Oswald          | 7–67, 6–4                                  |
| 2024 | Romain Arneodo Geoffrey Blancaneaux          | Jakob Schnaitter Mark Wallner              | 7–65, 5–7, [10–3]                          |